# Der SED-Staat und die Kirche
Der SED-Staat und die Kirche ist ein dreibändiges Werk des Kirchenhistorikers Gerhard Besier über die Beziehungen zwischen leitenden Verantwortlichen von Kirche und Staat in der DDR von 1949 bis 1990. Es erschien 1993 (Band 1) und 1995 (Band 2 und 3).

## Geschichte
Der Kirchenhistoriker Besier lehrte von 1987 bis zu seiner Berufung nach Heidelberg 1992 an der Evangelischen Kirchlichen Hochschule in (West-)Berlin. Gleich nach der Öffnung des Archivs des Ministeriums für Staatssicherheit im Februar 1990 begann er, die dort einsehbaren Akten zu den Beziehungen zwischen kirchlichen und staatlichen Vertretern der DDR zu untersuchen. Anfang 1991 veröffentlichte er einen Aufsatz mit ersten Ergebnissen, im Oktober 1991 gemeinsam mit dem Theologen Stephan Wolf eine umfangreiche Dokumentation mit fast hundert Seiten Einleitung. Beide Veröffentlichungen zogen teils heftige Kritik auf sich; einmal wegen der Verwechslung von Namen, die in einer Neuauflage korrigiert werden mussten, aber auch wegen der methodischen Entscheidung, sich ganz auf den Archivbestand einer den Kirchen feindlich gegenüber stehenden Institution zu beschränken, die Archivbestände der Kirchen selbst sowie Selbstaussagen der Betroffenen aber zu ignorieren.
Für die Gesamtdarstellung der Kirchenpolitik der DDR konnte Besier neben den Akten des MfS auch die  des Staatssekretariats für Kirchenfragen und der SED sowie in begrenztem Umfang Akten der Kirchen heranziehen. Die Unterlagen der Ost-CDU in der Konrad-Adenauer-Stiftung wurden ihm nicht zur Verfügung gestellt.
1993 veröffentlichte er den ersten Band im Bertelsmann Verlag. 1995 erschienen die anderen beiden Bände nach einem erzwungenen Wechsel im Propyläen Verlag.

## Beschreibung
Die drei Bände enthalten zusammen fast 3000 Seiten, 1792 Seiten Text und 1017 Seiten kleingedruckte Anmerkungen und Quellenangaben. Sie beschreiben die Entwicklung der Beziehungen zwischen den Verantwortlichen in evangelischer und katholischer Kirche mit staatlichen Stellen von den Anfängen der DDR bis zu deren Ende anhand der einsehbaren Akten. Dabei stellte der Autor eine zunehmende scheinbare Anpassung der kirchlichen Vertreter an die Strukturen und die ideologischen Vorstellungen der DDR-Verantwortlichen fest. Er dokumentierte zahlreiche Gespräche auf den unterschiedlichen Ebenen. Dabei wurden von den kirchlichen Verantwortlichen auch viele kircheninterne Sachfragen und sogar geplante Personalentscheidungen vorgebracht.
Gerhard Besier verzichtete auf umfassende Interpretationen der Vorgänge, gab seine persönliche Meinung aber in vielen wertenden Formulierungen zu erkennen.
Die Bände enthalten auch einige bisher unbekannte Angaben über die Erfassung von kirchlichen Mitarbeitern als Inoffizielle Mitarbeiter des Ministeriums für Staatssicherheit.

## Reaktionen
Es gab viele Reaktionen auf das Erscheinen der Bücher. Besonders die Vielzahl der Gespräche zwischen kirchlichen und staatlichen Vertretern war für Außenstehende erstaunlich.
Bei den Betroffenen gab es teilweise erhebliche Kritik an der Struktur der Bücher, die sich vor allem auf Aktenmaterial stützten, ohne dies einer Quellenkritik zu unterziehen, und die  alltägliche Tätigkeit der kirchlichen Mitarbeiter in den Gemeinden und auch außerhalb nicht in ausreichendem Maße berücksichtigt hätten. Auch die Notwendigkeit von Zugeständnissen in diesem  diktatorisch regierten und kirchenfeindlichen Staat sei nicht ausreichend berücksichtigt worden.

## Ausgaben
- [1] Der SED-Staat und die Kirche. Der Weg in die Anpassung. Bertelsmann, München 1993. 927 Seiten. (zu 1949–1969) kurze Auszüge
- [2] Der SED-Staat und die Kirche 1969–1990. Die Vision vom "Dritten Weg". Propyläen, Berlin 1995, 976 Seiten
- [3] Der SED-Staat und die Kirche. 1983–1991. Höhenflug und Absturz. Propyläen Berlin 1995 DNB 944544290 kurze Auszüge

## Rezensionen
Es gab verschiedene Rezensionen zu den drei Bänden.
- Uwe-Peter Heidingsfeld: Gerhard Besier. Der SED-Staat und die Kirchen. In: Ökumenische Rundschau. 1993/4. S. 530–531
- Robert P. Ericksen: Gerhard Besier. Der SED-Staat und die Kirche. Der Weg in die Anpassung. In: Kirchliche Zeitgeschichte. 1994/1. S. 175–178[8]
- Jørgen Glenthøj: Gerhard Besier. Der SED-Staat und die Kirche. In: Theologische Literaturzeitung. 1995/7,8, S. 679–681
- Richard V. Pierard: Der SED-Staat und die Kirche. In: A Journal of Church and State. 1995/3. p. 651–652
- Peter Maser: Erste Schneise, dritter Band. In: Frankfurter Allgemeine Zeitung vom 25. November 1995
- Jørgen Glenthøj: Der SED-Staat und die Kirche 1969–1990. Die Vision vom "Dritten Weg". In: Theologische Literaturzeitung. 121/1996. S. 461–464. Text
- Uwe-Peter Heidingsfeld: Gerhard Besier. Der SED-Staat und die Kirchen. In: Ökumenische Rundschau. 1996/2. S. 256–258.
- Martin Greschat: Der SED-Staat und die Kirche 1983–1991. Höhenflug und Absturz. In: Historische Zeitschrift. 1997. S. 266